# República de Komancza
La República de Komancza, también conocida como la República Lemko del Este, República de Vyslik y República Lemka, fue un microestado de corta duración. Una asociación de treinta y tres pueblos lemkos, asentados en Komańcza en el este de la Región Lemko, que existió entre el 4 de noviembre de 1918 y el 24 de enero de 1919. Estaba encabezada por el Jefe del (голова Повітової Української Національної Ради, Jefe del Consejo Nacional del Condado de Ucrania) Rev. Panteleymón Shpylka .
A diferencia de la República de Lemko, contemporánea al oeste, la República de Komancza planeó unirse con la República Popular Ucraniana Occidental en un Estado ucraniano independiente (la República de Lemko quiso unificarse con la República Soviética de Rusia). La unificación de la República de Komancza y Ucrania Occidental fue reprimida por el gobierno polaco como parte de la Guerra Polaco-Ucraniana.
El Tratado de Saint-Germain-en-Laye convirtió a Galicia al oeste del San en territorio polaco.

## Lista de pueblos que constituyeron la República
- Baligród
- Cisna
- Czystogarb
- Przybyszów
- Darów
- Karlików
- Płonna
- Jawornik
- Komańcza
- Kulaszne
- Kalnica
- Rzepedź
- Turzańsk
- Duszatyn
- Prełuki
- Maniów
- Morochów
- Moszczaniec
- Balnica
- Smolnik
- Wola Michowa
- Łupków
- Osławica
- Radoszyce
- Dołżyca
- Mików
- Surowica
- Sukowate
- Szczawne
- Wysoczany
- Mokre
- Puławy
- Wisłok Wielki